# 19004 Chirayath
19004 Chirayath (2000 RU62) là một tiểu hành tinh vành đai chính được phát hiện ngày 2 tháng 9 năm 2000 bởi nhóm nghiên cứu tiểu hành tinh gần Trái Đất phòng thí nghiệm Lincoln ở Socorro.